# 月球5号
月球5号（俄语：Луна-5）是苏联于1965年5月9日发射的无人月球探测器。苏联航天部门计划让它在月球上实现软着陆，但由于技术故障而失败。1965年5月12日，月球5号在月球上硬着陆。

## 资料来源
1. 1 2 3 4  . NASA Space Science Data Coordinated Archive. 2014-08-26  [2023-07-20]. （原始内容存档于2019-04-17） （英语）.